# Pascal Demolon
Pascal Demolon (Soissons, Francia, 2 de septiembre de 1964) es un actor francés de cine, teatro y televisión. 

## Filmografía

### Cine
- 1990: Délits d'amour.
- 1993: Coup de jeune.
- 1995: Land and Freedom.
- 1997: Adios !.
- 1997: Dobermann.
- 2001: Un ange.
- 2003: Le Pharmacien de garde.
- 2003: Cette femme-là.
- 2004: Blueberry, l'expérience secrète.
- 2006: Les Fragments d'Antonin.
- 2010: L'Autre Dumas.
- 2010: Tout ce qui brille.
- 2012: À l'aveugle.
- 2012: Radiostars.
- 2013: Blanche-Nuit.
- 2013: Henri.
- 2013: Paris à tout prix.
- 2013: Lulu femme nue.
- 2013: Nos héros sont morts ce soir.
- 2014: Jamais le premier soir.
- 2014: Divin Enfant.
- 2014: L'Ex de ma vie.
- 2014: Elle l'adore.
- 2014: Astérix : Le Domaine des dieux.
- 2014: Tu veux ou tu veux pas.
- 2015: Discount.
- 2015: La Résistance de l'air.
- 2016: Five.
- 2016: Tout pour être heureux.
- 2017: Mes trésors.
- 2017: Baby Phone.
- 2017: Le Rire de ma mère.

### Televisión
- 1991: Navarro.
- 1998: Avocats et Associés.
- 2001: La Crim'.
- 2003: Navarro.
- 2004: Diane, femme flic.
- 2005: Rose et Val.
- 2005: Alice Nevers, le juge est une femme.
- 2005: PJ.
- 2005: Maigret.
- 2006: La Volière aux enfants.
- 2006: David Nolande.
- 2006: Une femme d'honneur.
- 2006: L'Affaire Villemin.
- 2007: Section de recherches.
- 2007: Une lumière dans la nuit.
- 2007: Éternelle.
- 2007: Cellule Identité.
- 2007: Monsieur Molina.
- 2007: Paris, enquêtes criminelles.
- 2008: Julie Lescaut.
- 2009: Pigalle, la nuit.
- 2009: Kaamelott.
- 2009: Le Choix de Myriam.
- 2009: Les Petits Meurtres d'Agatha Christie.
- 2010: Profilage.
- 2010: La Maison des Rocheville.
- 2011: Rani.
- 2011: Braquo.
- 2011: L'ombre d'un flic.
- 2011: E-Love.
- 2013: Chez Victoire.
- 2013: VDM.
- 2013: La Source.
- 2013 - 2016: Fais pas ci, fais pas ça.
- 2015: Hero Corp.
- 2015: Peplum.
- 2015: Au nom du fils.
- 2017: La Mante.
- 2018: Apparences.